# Smrk (montagna)
Lo Smrk (in ceco e in tedesco Smrk; in polacco Smrek), alto 1.276 m s.l.m., è la seconda montagna più alta dei Beschidi Moravo-Slesiani (dopo la Lysá hora) nei Carpazi Occidentali Esterni. Si trova al vicino confine tra la Slesia ceca e la Moravia in Repubblica Ceca. Costituisce il punto più elevato di quest'ultima.